# Gewandhaus (Dresden)

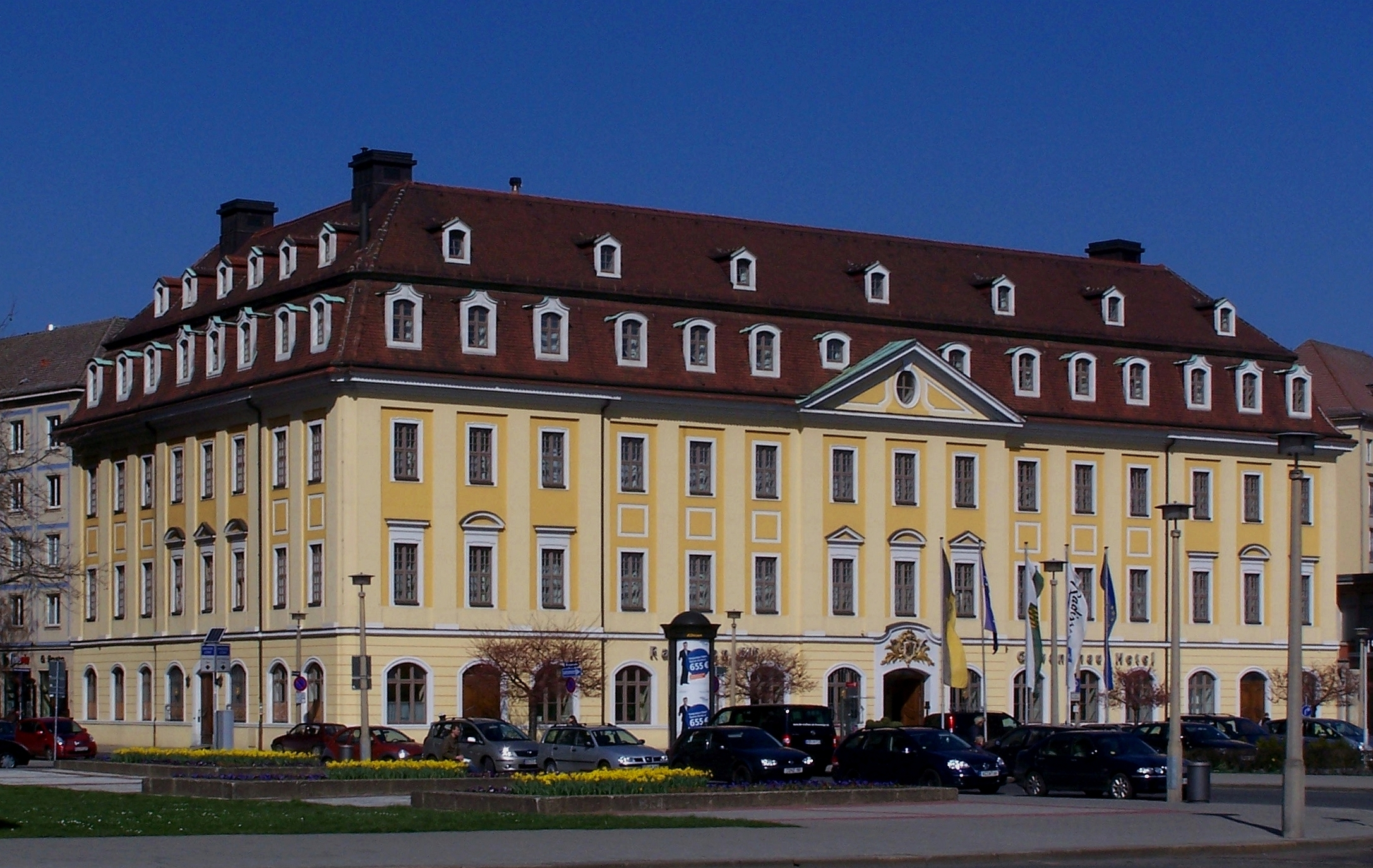
Blick von Südosten auf das Gewandhaus

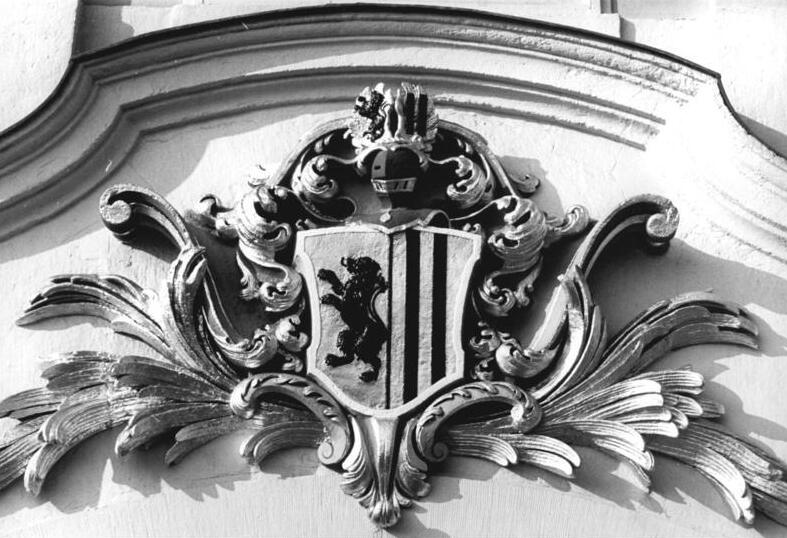
Über dem Portal des Neuen Gewandhauses prangt das Dresdner Stadtwappen mit dem Meißner Löwen und den Landsberger Pfählen.

Das Gewandhaus ist ein barockes Gebäude im Stadtzentrum von Dresden. Errichtet zwischen 1768 und 1770 als Gewandhaus, dient es seit 1967 als Hotel. 

## Standort
Das Gewandhaus befindet sich in der südöstlichen Inneren Altstadt Dresdens. Es wird umschlossen von der Gewandhausstraße, der Kreuzstraße und der Ringstraße. Südwestlich benachbart steht das Neue Rathaus. In der näheren Umgebung befinden sich der Pirnaische Platz, die Kreuzkirche und das Kneipenviertel Weiße Gasse.

## Geschichte

### Frühere Dresdner Gewandhäuser
Vor dem Bau des heutigen Gewandhauses gab es bereits mehrere ebenfalls als Gewandhaus bezeichnete Gebäude in Dresden. Das älteste bekannte Gewandhaus stand an der Nordseite des Altmarkts und wurde 1295 erstmals erwähnt. Es handelte sich um einen schlichten, zweigeschossigen Bau, in dem Stoffe und Tuchwaren gehandelt wurden, woraus sich auch der Gebäudename ergibt. In späterer Zeit wurden darin auch Fleisch, Brot und Schuhe verkauft sowie die Ratsgeschäfte erledigt. Um 1453 erfolgte im damals nicht von Juden bewohnten Dresden die Umnutzung der alten Synagoge am Jüdenhof als zweites Gewandhaus für Jahrmarktstage.

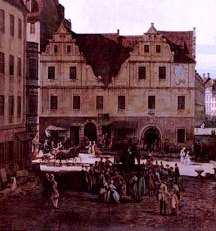
Altes Gewandhaus am Neumarkt, 1791 abgerissen

Auf dem bei der Verlagerung der Dresdner Befestigungsanlagen geschaffenen Freiraum am Neumarkt, zwischen Jüdenhof und Frauengasse, entstand das auch als Altes Gewandhaus bezeichnete dritte Gewandhaus. Festungsbaumeister Paul Buchner entwarf dieses Renaissance-Gebäude, das ab 1591 unter Kurfürst Christian zur Ausführung kam und ein Jahr danach fertiggestellt wurde. Es war mit breiten Rundbogenportalen gestaltet. In seinem Erdgeschoss befanden sich die Fleischbänke sowie Verkaufsstände für die Schuhmacher. Das Obergeschoss beherbergte Räume für den Tuchhandel und einen großen Saal, in dem auch festliche Veranstaltungen, Theateraufführungen und Versammlungen stattfanden. Im Jahr 1760 litt auch das Gewandhaus unter den Zerstörungen durch die Preußische Armee während des Siebenjährigen Kriegs. Aufgrund seiner inzwischen als unvorteilhaft empfundenen städtebaulichen Wirkung erfolgte 1791 sein Abriss. An seinem früheren Standort, dem Neumarkt-Quartier VI gegenüber der Frauenkirche, plante die Stadt Dresden einen unter dem Namen Gewandhaus diskutierten Neubau, der Stadtrat entschied allerdings im April 2008, das Projekt für mindestens 10 Jahre auszusetzen.
Nach der WC-Aktion 2009 auf dem Postplatz, die zum Meinungsumschwung bezüglich der Begrünung der Innenstadt führte, wird der Platz höchstwahrscheinlich unbebaut bleiben.

### Heutiges Gewandhaus

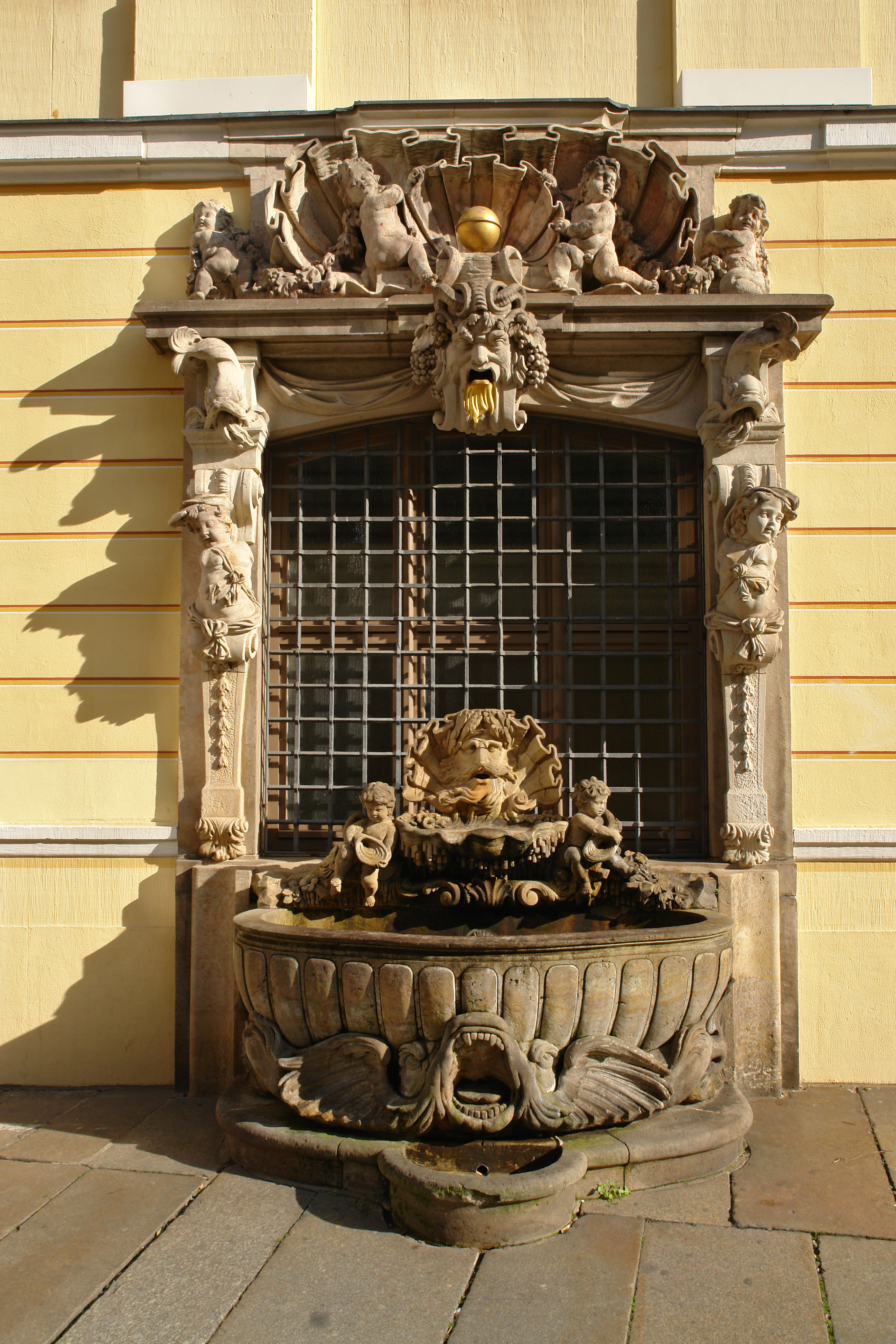
Der Dinglingerbrunnen befindet sich seit 1966 an der Westfassade des Gebäudes.

Das heutige vierte Gewandhaus wird auch als Neues Gewandhaus bezeichnet. Erbaut wurde es 1768 bis 1770 durch Johann George Schmidt und Johann Friedrich Knöbel in einem Stilgemisch aus Rokoko und Frühklassizismus und gilt als Spätwerk des Dresdner Barock. Es ist eines der wenigen Gebäude in der sächsischen Landeshauptstadt aus der Zeit unmittelbar nach dem Siebenjährigen Krieg. Die Fassaden des schlichten, dreigeschossigen Bauwerks gliedern sich durch dezente Lisenen. Die gleichmäßigen Fensterreihen setzen sich nach oben auch im Mansarddach fort. Im Erdgeschoss befinden sich große Rundbogenfenster. Die beiden Obergeschosse der Hauptfront an der Ostseite sind klar in fünf dreiachsige Teile strukturiert, wobei der mittlere und die beiden äußeren als Risalite hervortreten. Der Mittelrisalit wird durch einen Dreiecksgiebel mit einem ovalen Fenster und das über dem Eingangsportal angebrachte Stadtwappen betont.
Auch in diesem Gebäude waren zunächst Gewandschneider und Fleischer mit ihren Verkaufsständen sowie ein Theatersaal untergebracht. Danach diente das Gewandhaus als Lager. Um 1925 baute es Stadtbaurat Paul Wolf für die Stadtbank Dresden um. Bei dieser Nutzung blieb es, bis die verheerenden Luftangriffe auf Dresden im Februar 1945 das zentral gelegene Gebäude zur Ruine ausbrennen ließen. In den Jahren 1956/1958 konnte zumindest die Fassade gesichert werden. Zwischen 1964 und 1966 erfolgte die äußerliche Rekonstruktion in historischer Form. Im Jahr 1966 wurde an der Westfassade des Hauses der Dinglingerbrunnen angebracht. Er stammt vom Dinglingerhaus an der Frauengasse 9 nahe dem Neumarkt (Quartier VI), in dem der Hofjuwelier Johann Melchior Dinglinger gewohnt hatte.
Im Inneren eröffnete im Januar 1967 das „Hotel am Gewandhaus“. Es musste nach der Wende zunächst schließen. Seit 1992 befindet sich das Gewandhaus in Privatbesitz, eine damals begonnene Sanierung wurde 1994 aus finanziellen Gründen wieder eingestellt. Ab 1996 erfolgte nach einem erneuten Besitzerwechsel eine umfassende Modernisierung des Gebäudeinneren für eine Investitionssumme von 12 Millionen DM. Nach seiner Wiedereröffnung im September 1997 betrieb die Gruppe Radisson SAS das Gewandhaushotel Dresden als Hotel der gehobenen Klasse. Seit 2009 trug das Hotel offiziell den Namen Radisson Blu Gewandhaus Hotel. Zum 31. Dezember 2014 wurde das Hotel geschlossen und umfangreich renoviert. Am 2. April 2015 wurde das Hotel als Fünf-Sterne-Hotel der Seaside Hotels wiedereröffnet.
Heute betreibt die Autograph Collection von Marriott International das Gewandhaus.